# Axel Jacobsen
Axel Jacobsen (Necochea, 10 luglio 1984) è un pallavolista argentino naturalizzato danese, palleggiatore del Panathīnaïkos.

## Carriera

### Club
La carriera ad alti livelli di Axel Jacobsen inizia nella Liga Argentina de Voleibol 2001-02 nelle file dell'Azul, dove rimane per tre stagioni ottenendo come massimo risultato una semifinale scudetto; terminata questa esperienza approda in Europa, tesserato dai danesi dello Skovbakken nel campionato 2004-05.
Nella stagione 2005-06 passa al Pineto, società iscritta al campionato cadetto italiano con la quale raggiunge le semifinali dei play-off per la promozione in Serie A1, mentre dall'annata successiva veste la maglia del Vienna hotVolleys, laureandosi per due volte consecutive campione d'Austria; in seguito torna nella Serie A2 italiana, dove disputa una stagione con la Reima Crema e quella successiva al Top Team Mantova.
Per il campionato 2011-12 viene tesserato dai polacchi dell'AZS Olsztyn, mentre dall'annata successiva passa ai tedeschi del Bühl, raggiungendo per due volte la semifinale dei play-off scudetto; i tre anni trascorsi in Germania sono interrotti solo da un breve ritorno in Italia, quando milita nelle file del Brolo nei primi mesi della Serie A2 2012-13. Chiusa l'esperienza a Bühl riparte dal massimo campionato argentino indossando la maglia del Club Ciudad de Bolívar nella Liga Argentina de Voleibol 2014-15, aggiudicandosi la Coppa ACLAV 2014, mentre dalla stagione seguente viene ingaggiato dall'UPCN, vincendo lo scudetto e la Coppa ACLAV 2015.
Nel campionato 2016-17 inizia l'annata facendo ritorno al Bolívar, prima di lasciare il club a gennaio per giocare in Liga A2 col San Lorenzo. Nel campionato seguente gioca a Israele con l'Hapoël Mateh Asher, in Premier League, aggiudicandosi lo scudetto. Approda quindi in Grecia, dove nel campionato 2018-19 inizia una lunga militanza nel Panathīnaïkos, impegnato in Volley League: nell'annata 2019-20 conquista lo scudetto e la Coppa di Lega, ripetendo tale risultato anche nella stagione 2021-22 quando viene inoltre premiato come miglior giocatore del campionato.

### Nazionale
Viene convocato nella nazionale della Danimarca a partire dal 2004, quando partecipa alle qualificazioni al campionato europeo 2005. Nel 2021 conquista la medaglia d'oro all'European Silver League.

## Palmarès

### Club
- Campionato austriaco: 1

2006-07, 2007-08
- Campionato argentino: 1

2015-16
- Campionato israeliano: 1

2017-18
- Campionato greco: 2

2019-20, 2021-22
- Coppa ACLAV: 2

2014, 2015
- Coppa di Lega: 2

2019-20, 2021-22

### Nazionale (competizioni minori)
- European Silver League 2021

### Premi individuali
- 2022 - Volley League: MVP